# Blagny
Blagny – miejscowość i gmina we Francji, w regionie Grand Est, w departamencie Ardeny.
Według danych na rok 1990 gminę zamieszkiwały 1382 osoby, a gęstość zaludnienia wynosiła 186 osób/km².